# Linn Hallberg
Kerstin Linn Eva Hallberg född 10 januari 1992, är en tidigare aktiv  svensk handbollsspelare.
Linn Hallberg bodde i Göteborg och spelade för Önnereds HK. Hon fick komma med i svenska juniorlandslaget och var med i det lag som vann junior VM-guld i Dominikanska republiken 2010. Önnered ramlade ur elitserien 2010 och spelade i damallsvenskan till 2013 då de återfick platsen i eliten. Linn Hallberg spelade i allsvenskan för Önnered men sen försvinner hon i dokumentation. H43 Lundagård drog sig ur eliten och Önnered tog den lediga platsen 2013. Letar man i matchprotokoll från elitserien 2013-2014 hittar man inte Linn Hallberg Inte heller 2014-2015 finns hon i matchprotokollen. Hon ska enligt en källa slutat med handboll 2014. Att så många av juniorvärldsmästarna har slutat är ett problem för svensk handboll.

## Meriter
- Junior VM-guld 2010